# Сатун (провинция)
Сатун (тайск. สตูล) — одна из 77-и провинций Таиланда. Это самая южная провинция, выходящая к Индийскому океану. Провинция граничит с тайскими провинциями Транг, Пхаттхалунг и Сонгкхла, а также с малайзийским штатом Перлис.
Население — 272 886 человек (2010, 68-я из всех провинций), проживающих на территории 2 479,0 км² (64-я). Сатун — одна из четырёх провинций Таиланда, где преобладают мусульмане. Среди языков распространён Яви, близкий к малайскому.
Административный центр провинции — город Сатун.

## Географическое положение
Провинция Сатун расположена на Малайском полуострове, на побережье Андаманского моря. Включает в себя множество островов, крупнейшими из которых являются Тарутао, Бутанг, Кабенг, Темаланг. Острова покрыты коралловыми рифами, что делает их хорошим местом для туризма. Мелкие острова Булонле, Донг, Протонгку и ряд соседних входят в состав морского национального парка Мукопхетра.
На северо-востоке провинции простирается горный хребет Накхонситхаммарат с максимальной высотой 742 м. Вдоль восточной границы простирается горный хребет Санкалакхири с высотой в 756 м (самая высокая точка провинции). Довольно значительные высоты наблюдаются на островах Тарутао — 721 м и Адонг, с архипелага Бутанг, — 682 м.
Побережье моря очень изрезано и имеет много эстуариев и бухт, берега которых заболоченные (Яра, Танджонгланай, Пияй, Коле, Каранг, Сатун, Чесамат, Тхачин). Все реки провинции полноводные и не пересыхают в течение года (Лангу с Намкхем, Маракет, Капха).

## Административное деление

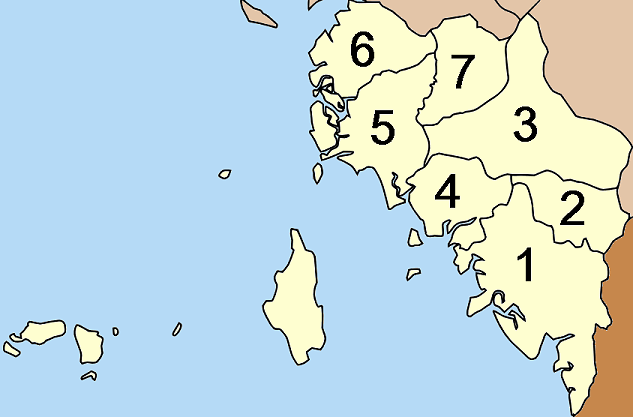
Административное деление провинции Сатун

Провинция делится на 7 районов (ампхе), которые в свою очередь, состоят из 36 подрайона (тамбон) и 277 поселений (мубан):
| № | Район       | Площадь, км² | Население, чел. | № | Район   | Площадь, км² | Население, чел. |
| - | ----------- | ------------ | --------------- | - | ------- | ------------ | --------------- |
| 1 | Сатун       | 880,2        | 101 557         | 5 | Лангу   | 380,4        | 63 933          |
| 2 | Кхуандон    | 199,0        | 22 552          | 6 | Тхунгва | 452,3        | 20 683          |
| 3 | Кхуанкалонг | 412,9        | 29 538          | 7 | Мананг  | 207,8        | 14 611          |
| 4 | Тхапхе      | 197,3        | 24 991          |   |         |              |                 |

## Изображения

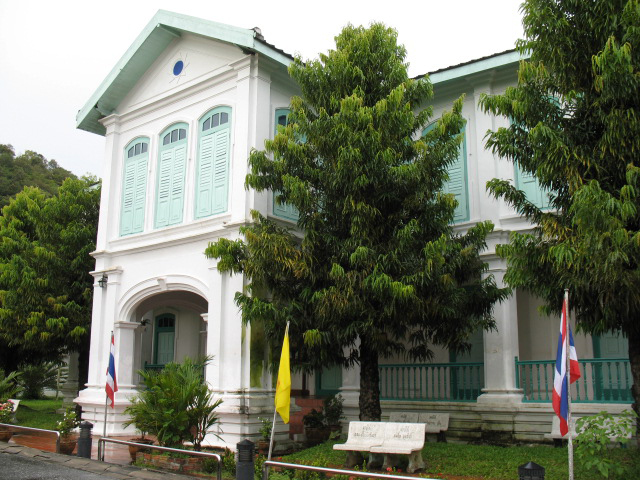
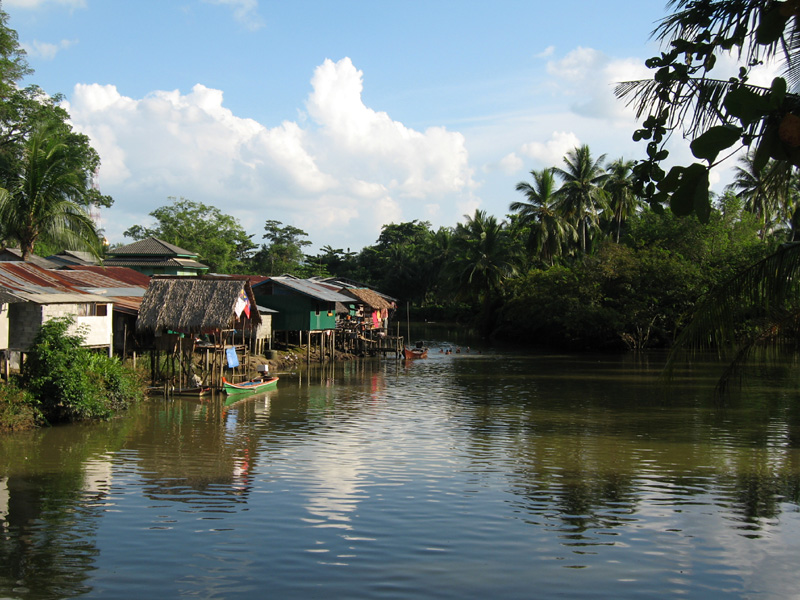
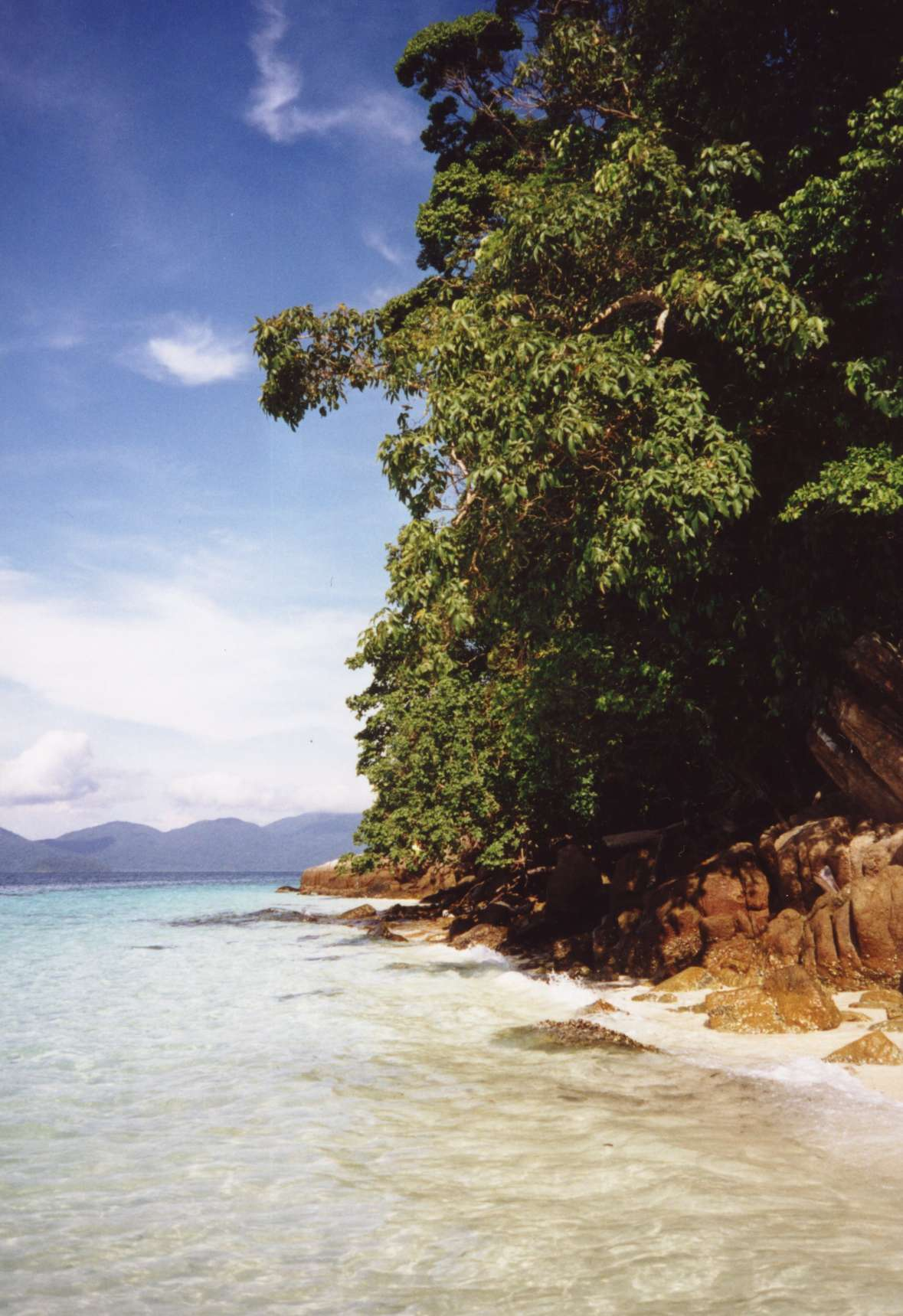
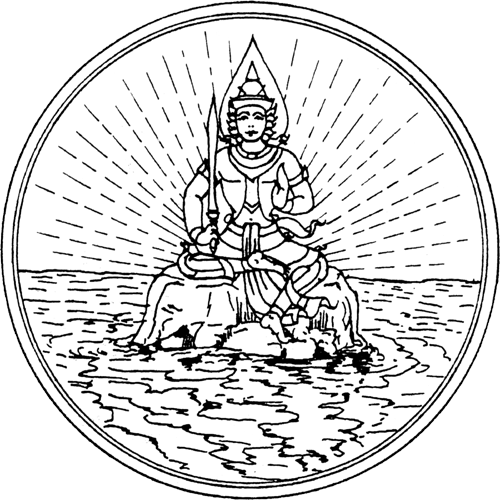